# نولان هلمتس
نولان هلمتس (انگلیسی: Nolan Helmets) شرکت تجهیزات ورزشی ایتالیایی است، که در سال ۱۹۷۲ تأسیس شد.